# 6. корпус АРБиХ
6. корпус је био корпус Армије Републике Босне и Херцеговине.

## Историја
6. корпус Армије Републике Босне и Херцеговине формиран је 9. јуна 1993. године. Коњиц је постао штаб 6. корпуса. 6. корпус је формиран из Оперативне групе Северна Херцеговина 4. корпуса како би окупирао северну Херцеговину од Хрватског вијећа одбране, познатог као ХВО, и на крају стигао до јадранске обале. Распуштена је у фебруару 1994. године.
Неке јединице су инкорпориране у 1. корпус, а остале у 4. корпус Војске Федерације Босне и Херцеговине, који је створен након потписивања Дејтонског споразума 1995. године.

## Команданти
- Први командант: Салко Гушић

## Јединице 6. корпуса
- 43. брдска бригада (Коњиц)
- 44. брдска бригада 'Неретвица' (Јабланица)
  - 1. командант: Енес Ковачевић
  - 2. командант: Хасан Хакаловић
- 45. брдска бригада 'Неретвица' (Јабланица)
- 304. бригада
- 445. лака пешадијска бригада (Коњиц)
- 450. лака пешадијска бригада (Бјелимићи)
- Неретванска бригада
  - Командант: Енес Ковачевић
- Оперативна група Исток - Високо
- Варешка бригада
- Бригада Немилу
- Извиђачко-диверзионске бригаде
  - Командант: Ибрахим Пурић